# لانينبورغ (ماساتشوستس)
لانينبورغ (بالإنجليزية: Lunenburg, Massachusetts)‏ هي بلدة أمريكية تقع في الولايات المتحدة في مقاطعة ووستر (ماساتشوستس). يقدر عدد سكانها بـ 10,086 نسمة ومساحتها 71.7 كم2 وترتفع عن سطح البحر 155 متر.

## أعلام
- فريدريك كاشينج كروس جونيور
- إيرل براون
- فريدريك لينكولن إموري
- ويليام أوستين